# Médecine manuelle-ostéopathie
La « médecine manuelle-ostéopathie » est la définition retenue par le conseil de l'Ordre des médecins pour désigner la spécialité d'un diplôme inter-universitaire (DIU) donc par définition non reconnu comme diplôme d'état, créé en 1997 en France, et concernant l'enseignement universitaire des thérapeutiques manuelles, accessible aux détenteurs du doctorat en médecine ; l'enseignement est assuré par 14 facultés.
La création de ce DIU ne peut être considérée comme une validation scientifique ni de la technique diagnostique purement ostéopathique, ni de l’efficacité des techniques manipulatoires ostéopathiques en raison du très faible nombre d'études et de la médiocre qualité de ces dernières,.
Le Conseil de l'Ordre indique par ailleurs que « la possession de diplômes universitaires ou inter-universitaires (DU ou DIU) n’ouvre pas droit à une qualification ordinale » mais fournit une liste des mentions autorisées sur une plaque de Médecin, liste qui comporte le DIU de médecine manuelle-ostéopathie.
L'esprit du DIU est d'encadrer l'usage des thérapeutiques manuelles, en leur apportant de la sécurité par l'établissement d'un diagnostic préalable, un contexte emprunt d'une certaine rigueur scientifique, et un cadre de responsabilité par l'appartenance à un Ordre.[pas clair][réf. souhaitée]
Il faut noter néanmoins qu'en 2007, la Haute Autorité de Santé (HAS) en ce qui concerne à la « formation des ostéopathes » se déclare incapable « d’apporter une analyse complète et appropriée sur les indications et les pratiques susceptibles d’être recommandées, compte tenu de l’insuffisance des données disponibles actuellement » et indique se limiter au constats des pratiques ayant cours en Europe qui tireraient bénéfice à être uniformisées. On peut donc y lire que parmi les contraintes qui ont gouverné les prises de décision, figurent l'homogénéisation Européenne et la volonté de prévenir toute perte de chance du patient de recevoir, le plus rapidement possible, les soins les plus adaptés à son état.
Le Conseil de l'Ordre des Médecins indique par ailleurs que l'ostéopathie fait partie des « quatre seules médecines alternatives et complémentaires pouvant faire l'objet de titres et mentions autorisés sur les plaques et ordonnances » et rappelle que le titre d’ostéopathe crée par la loi du 4 mars 2002, n’est pas réservé exclusivement aux médecins.